# 冠翠鸟
冠翠鳥（學名：Corythornis cristatus）是一個廣泛分布在非洲撒哈拉沙漠以南的翠鳥科翠鸟亚科科里翠鳥屬鳥類。